# MAD Video Music Awards
 (mars 2018).
Si vous disposez d'ouvrages ou d'articles de référence ou si vous connaissez des sites web de qualité traitant du thème abordé ici, merci de compléter l'article en donnant les références utiles à sa vérifiabilité et en les liant à la section « Notes et références ».
MAD Video Music Awards est une cérémonie de remise de prix annuelle diffusée par la chaîne privée grecque MAD TV. 
Les prix honorent les plus grandes réalisations de l'année dans l'industrie de la musique grecque. Le droit de vote appartient exclusivement au public, les téléspectateurs du réseau MAD TV.

## Catégories des prix
- Meilleure femme moderne
- Meilleure artiste féminine
- Meilleur homme moderne
- Meilleur artiste masculin
- Meilleur groupe
- Meilleur nouvel artiste
- Meilleur morceau de hip-hop
- Meilleure vidéo de hip-hop
- Meilleure collaboration
- Vidéo de l'année
- Chanson de l'année

## Cérémonie
- Mad VMA 2004 : Théâtre Vraxon, Athènes (Grèce : MAD TV et ANT1)
- Mad VMA 2005 : Théâtre Vraxon, Athènes (Grèce : MAD TV et ANT1)
- Mad VMA 2006 : Théâtre Vraxon, Athènes (Grèce : MAD TV et ALPHA TV)
- Mad VMA 2007 : Théâtre Vraxon, Athènes (Grèce : MAD TV et ALPHA TV)
- Mad VMA 2008 : Théâtre Vraxon, Athènes (Grèce : MAD TV et ALPHA TV)
- Mad VMA 2009 : Théâtre Vraxon, Athènes (Grèce : MAD TV et ALPHA TV)
- Mad VMA 2010 : Arena (en), Paleó Fáliro (Grèce : MAD TV et ALPHA TV)
- Mad VMA 2011 : Arena, Paleó Fáliro (Grèce : MAD TV et ALPHA TV)
- Mad VMA 2012 : Arena, Paleó Fáliro (Grèce : MAD TV et ANT1)
- Mad VMA 2013 : Arena, Paleó Fáliro (Grèce : MAD TV et ANT1)
- Mad VMA 2014 : Stade de la Paix et de l'Amitié, Le Pirée (Grèce : MAD TV et ANT1)
- Mad VMA 2015 : Arena, Paleó Fáliro (Grèce : MAD TV et ALPHA TV)
- Mad VMA 2016 : Arena, Paleó Fáliro (Grèce : MAD TV et ALPHA TV)
- Mad VMA 2017 : Arena, Paleó Fáliro (Grèce : MAD TV et ALPHA TV)
- Mad VMA 2018 : Arena, Paleó Fáliro (Grèce : MAD TV et ALPHA TV)
- Mad VMA 2019 : Arena, Paleó Fáliro (Grèce : MAD TV et ALPHA TV)
- Mad VMA 2020 : Enastron, Athènes (Grèce : MAD TV et MEGA TV)

## Records
- Élena Paparízou a remporté 38 prix et 53 nominations individuelles, plus que tout autre artiste. Elle est par ailleurs la seule à avoir remporté un prix chaque année et 5 prix dans une même catégorie.
- Sákis Rouvás a remporté 23 prix, plus que tout autre artiste pop masculin.
- Goin' Through a remporté 7 prix, plus que tout autre groupe.
- Élena Paparízou (en 2002 et 2008) et Sákis Rouvás (en 2003 et 2009) sont les seuls artistes à avoir été nommés à 6 reprises une même année.